# Оборонний реалізм
Оборонний неореалізм — структурна теорія, що випливає зі школи неореалізму в теорії міжнародних відносин . Він знаходить своє підґрунтя в « Теорії міжнародної політики Кеннета Вальса », в якій Вальс стверджує, що анархічна структура міжнародної системи спонукає держави до ведення поміркованої та стриманої політики щодо досягнення безпеки.  Навпаки, наступальний реалізм передбачає, що держави прагнуть максимізувати свою владу та вплив для досягнення безпеки завдяки пануванню та гегемонії.  Оборонний неореалізм стверджує, що агресивна експансія, що сприяє наступальним неореалістам, порушує тенденцію держав до відповідності теорії балансу сил, тим самим знижуючи основну мету держави, яку вони пропагують - забезпечення її безпеки.  Хоча оборонний реалізм не заперечує реальності міждержавного конфлікту і не існує стимулів для розширення держави, він стверджує, що ці стимули є спорадичними, а не ендемічними. Оборонний неореалізм вказує на "структурні модифікатори", такі як дилема безпеки та географія, та елітарні переконання та уявлення для пояснення спалаху конфлікту. 

## Теоретичні витоки
Оборонний неореалізм - це структурна теорія, яка є частиною структурного реалізму, також відома як неореалізм, яка є підмножиною реалістичної школи думки в теорії міжнародних відносин. Неореалізм, отже, працює з п'яти базових теоретичних припущень реалізму, викладених науковцем неореалістом Дж. Дж. Міршаймером у "Помилкових обіцянках міжнародних інституцій". Цими припущеннями є: 
1. Міжнародна система є анархічною .
2. Держави по суті володіють деякою наступальною військовою спроможністю, що дає їм можливість боліти і, можливо, знищувати один одного.
3. Держави ніколи не можуть бути впевнені в намірах інших держав.
4. Основний мотив рушійних станів - це виживання.
5. Держави думають стратегічно про те, як вижити в міжнародній системі.

Ці п'ять припущень керують вірою неореалізму, що державне виживання досягається за допомогою "самодопомоги".  Однак неореалізм відходить від іншого основного припущення класичного реалізму про те, що саме вади та складності людської природи є рушієм міжнародної системи.   Натомість неореалісти запевняють, що анархія, притаманна структурі міжнародної системи, є рушійною силою міжнародної політики. Саме на цих ключових неореалістичних припущеннях оборонні та наступальні неореалісти грунтуються в конкуруючих розуміннях поведінкових моделей держави. 

## Основні догмати
Як стверджував Кеннет Вальс у своєму первинному оборонному неореалістичному тексті « Теорія міжнародної політики», оборонні неореалісти стверджують, що анархічна природа міжнародної системи спонукає держави до проведення оборонної та помірної політики. Вони стверджують, що держави не є суттєво агресивними і що "перше занепокоєння держав - це не максимізувати владу, а зберегти своє становище в системі".  Це найважливіший момент відходу від наступального неореалізму, який натомість стверджує, що анархія заохочує держави енергійно збільшувати державну владу, оскільки "світ приречений до постійної конкуренції великим державам". 
Оборонні неореалісти виявляють низку проблем щодо підтримки наступального неореалізму в агресивному розширенні влади. Спираючись на теорію балансу сил Вальса і припущення, що "врівноваження є більш поширеним, ніж стрільба",  оборонні неореалісти стверджують, що держави, які прагнуть досягти гегемонії в міжнародній системі, будуть врівноважені іншими державами, які прагнуть зберегти статус-кво. Хоча наступальні реалісти вважають, що держави притаманні бажанню або глобальної гегемонії, або локальної гегемонії, неореалісти, що обороняються, стверджують, що держави є соціалізованими та усвідомлюють історичний прецедент, про який стверджують оборонні неореалісти, як правило, проявляють агресію держави та розширення для досягнення мети гегемонії як залучення опору з боку інших держав . Тому агресія вважається самовираженням  у досягненні мети безпеки, яку оборонні неореалісти вважають основною метою держави. Дійсно, Джек Снайдер стверджує, "міжнародна анархія карає агресію; вона не винагороджує її". 
Це припущення, в свою чергу, свідчить про твердження оборонного неореалізму, що користь від завоювання рідко переважає його негативи. Неореалісти, що захищаються, констатують, що проблеми, пов'язані із завоюванням, різноманітні, існують як на етапах розширення, так і під час окупації. Вони стверджують, що підкорення населення держави є ризикованим і важким, особливо в умовах сучасної концепції націоналізму, яка може забезпечити ефективний опір, якщо держава буде завойована. Це збільшує і без того дорогий процес окупації, особливо в суспільствах, які покладаються на свободу пересування та транспортування для економічного процвітання, оскільки вони вразливі до саботажу та ембарго. Крім того, щойно придбана інфраструктура повинна бути захищена та відновлена при знищенні, захист нових кордонів має бути консолідований, а можливий опір місцевих робітників  має сприяти кваліфікованій робочій силі до нових органів влади - все це має поєднуватись з великим напруженням економічної та виробничої діяльності можливої держави-завойовника. На відміну від наступальних неореалістів, оборонні неореалісти стверджують, що ці опірні дії переважають економічні вигоди, які держави можуть отримати від завойованої території, ресурсів та інфраструктури. 

### Індивідуальна безпека та державна безпека
Оборонні неореалісти, також вказують на розрив між індивідуальною безпекою та державною безпекою, який, на їхню думку, нав'язують наступальні неореалісти. Оборонні неореалісти стверджують, що "держави не такі вразливі, як люди,що перебувають у стані природи"  і їх руйнування є складним і затяжним завданням. Вони стверджують, що держави, особливо великі держави, можуть дозволити собі чекати остаточних доказів нападу, а не робити превентивні удари чи невідповідно реагувати на випадкові загрози. Цей аспект є вирішальним. Це допускає можливість подолання або, принаймні, зменшення впливу однієї із визначних теорій неореалізму: дилеми безпеки чи спіральної моделі. 
Створений Джоном Герцом у своїй праці " Політичний реалізм та політичний ідеалізм" 1951 року, оборонні неореалісти вважають дилему безпеки, розширену Робертом Джервісом у "Співробітництві під дилеммою безпеки" в 1978 році, визначається припущенням, що баланс між правопорушеннями та обороною як правило, надає перевагу оборонній здатності перед наступальною здатністю.  Спалах Першої світової війни та її наступні бойові дії зазвичай використовуються як приклад, коли держави помилково вважають, що наступальні можливості переважають над оборонними. Оборонні неореалісти стверджують, що так само, як і в Першій світовій війні, наступальне панування, як правило, не підтримується політичною реальністю та військовою реальністю і насправді лише сприймається.  Ключовою складовою цієї точки зору є те, що географія, наступаючі неореалісти, такі як Джон Міршаймер, заперечують, як правило, гальмівну проєкцію сили завдяки природним бар'єрам річок, гір, пустель, океанів, джунглів тощо. Ці оперативні та матеріально-технічні проблеми лише збільшуються в міру віддалення району операцій від агресора. 
Крім того, оборонні неореалісти стверджують, що здатність другого удару, надана або ядерним арсеналом держави, або її союзниками, гальмує здатність держави-агресора завоювати іншу. Це використовується як доказ того, що оборонні можливості в кінцевому рахунку "козирують" наступальні дії, і що вони заохочують держави застосовувати оборонну та стриману політику. Справді, Роберт Джервіс зазначає, що, коли дилема з питань безпеки наводиться на користь оборони, "міжнародна анархія є відносно неважливою"  оскільки "держави-кво можуть зробити себе більш безпечними без серйозної загрози іншим". 
Однак це не означає, що оборонні неореалісти заперечують існування можливостей для розширення держави, а також, що держави не повинні використовувати ці можливості під час їх представлення. Як стверджує Стівен Ван Евера в « Причинах війни: Влада та коріння конфліктів», іноді заявляється, що бажаючи зберегти статус-кво, треба стати агресором, щоб запобігти подальшій агресії проти себе чи своїх союзників.  Це особливо актуально для держав, яким не вистачає захисних географічних бар'єрів, навіть якщо вони застосовують політику, що сприяє підвищенню статусу. Тут врівноважувальна поведінка здійснюється більш різко, є більша ймовірність залякування інших держав, і наступальна політика швидше буде реалізована. Проте оборонні неореалісти стверджують, що сприятливий наступальний баланс - це виняток, а не правило, і що зайва агресія та експансія є самонищівними та контрпродуктивними. 

### Елітні сприйняття та переконання
Оборонні неореалісти стверджують, що сприйняття та переконання еліти є ключовими для спалаху конфлікту між державами. Поряд із географією та дилемою щодо безпеки, оборонні неореалісти вважають, що це сприйняття є структурним модифікатором, аномалією, яка порушує баланс сил, а не свідченням принципового образливого нереалістичного припущення, що анархічна структура міжнародної системи заохочує безпеку за рахунок збільшення рівня відносної державної влади. Ці уявлення проявляються різними способами і часто використовуються нерегулярно, що залякує інші стани. Вони можуть змусити еліти завищувати загрози з метою мобілізації ресурсів та сприяти розширенню, або, навпаки, заважати елітам визнавати чи виправляти свою зменшувальну силу в міжнародній системі через те, що внутрішні проблеми мають пріоритет перед міжнародними проблемами. 
Елітарне сприйняття, особливо коли домінують такі групи, як військові, які об'єдналися з іншими групами, що підтримують експансіоністську ідеологію, можуть призвести до переростання держави. Це відбувається тому, що кілька груп домінують над дуже централізованою системою, і кожна з них ставить перед собою часто різні цілі. Тому ефективне обмеження і врівноваження експансії є важким або ігнорується. Незважаючи на величезні територіальні здобутки, вони не ефективно консолідуються, населення не підпорядковується та не вкладається в державну розповідь, ресурси ефективно не експлуатуються, а швидке розширення стає нестійким. Якщо еліти усвідомлюють свою помилку, надзвичайно важко виправити свою грандіозну стратегію через розповідь, продану як її власним членам, так і широкій громадськості, фактично засуджуючи державу до її поразки.  Про це свідчить швидка експансія Японської імперії, починаючи з 30-х років, та її наступний крах. 

## Критика
Незважаючи на вагомий внесок оборонного реалізму в теорію міжнародних відносин та його кількість видатних прихильників, таких як Кеннет Вальс, Стівен Ван Евера та Чарльз Л. Глазер, його піддавали критиці як наступальні реалісти, так і інші вчені. Основним моментом суперечок є труднощі, з якими стикаються держави в точній оцінці балансу між захистом та правопорушенням. Це пояснюється невизначеністю війни та тим, що на більш базовому рівні військова техніка, яка використовується для ведення війни, за своєю суттю неоднозначна. Обладнання не має суворо оборонного і не наступального характеру, і його неоднозначність лише збільшується в міру розвитку витонченості та можливостей обладнання. Це ще більше ускладнюється при розгляді політики держави, стратегії та відносин. Залежно від політичного контексту та історії між державами, що оцінюють, та державами, що оцінюються, можна вважати, що деякі частини військової техніки можуть бути наступальними або оборонними, незалежно від реальності. 
Критики оборонного реалізму стверджують, що ця закріплена неоднозначність, навіть за умови реалістичного припущення, що держави думають раціонально та стратегічно про те, як вижити, є надто великим ризиком для держав, які потрапляють у випадковість. Вони запевняють, що держави, природно, візьмуть на себе найгірший сценарій забезпечення власної безпеки в середовищі "самодопомоги", який, на думку реалістів, домінує в анархічній міжнародній системі. Цей погляд стисло викладений Стівеном Уолтом : "Якщо держави не можуть виміряти баланс оборони проти оборони або розрізняти наступальні та оборонні спроможності, то держави, які прагнуть безпеки, не можуть уникнути дилеми безпеки і не можуть переконливо сповістити про їх мирний намір".  Якщо припустити, що запропонований недолік чіткої сигналізації між державами є таким же поширеним, як вважають критики оборонного реалізму, це, очевидно, тоді оспорює обгрунтованість оборонного реалізму. 
Спираючись на неоднозначність оборонних дій, також було висловлено припущення, що неможливо точно оцінити, коли держава досягла задовільного рівня відносної влади. Це може поєднуватися з несприятливими структурними модифікаторами, такими як географія, щоб суперечити ідеї, що держави можуть дозволити собі чекати остаточних ознак нападу. 
Одна з головних критичних позицій оборонного неореалізму стверджує, що він не в змозі теоретизувати та робити припущення щодо політики конкретних держав, як це може наступальний неореалізм. 